# Senostoma setigerum
Senostoma setigerum là một loài ruồi trong họ Tachinidae.